# Duilianmachine
De duilianmachine is software, meestal op internet, om een duilian te maken. Het is ontwikkeld door Microsoft Research Asia. Het gebruik ervan bestaat uit drie delen. Je maakt eerst de beginspreuk van de duilian. Hierbij moet je kiezen uit een van de vijf spreuken. De site geeft daarna een goede eindspreuk voor de duilian weer die past bij de beginspreuk. Het derde deel bestaat uit het kiezen van een van de vele Chinese vierkaraktersspreuken.